# Брента (долина)
Брента — долина, расположенная в северной Италии, в области Трентино-Альто-Адидже, в южной оконечности Альп. Долина образована рекой Брента.
Брента имеет отвесные стены и плодородные поля и представляет собой типичную долину для окрестностей Альп. На западе граничит с озером Калдонацо, из которого и истекает река Брента.
В Тренто к северу от верхней Вальсуганы (верхняя часть долины реки Брента) распространено наречие мокено цимбрского языка.

## История
В 1004 году было сражение в ущелье долины реки Брента — неудачная попытка Ардуина блокировать продвижение Генриха II к Вероне.